# Mischocyttarus injucundus
Mischocyttarus injucundus är en getingart som först beskrevs av Henri Saussure 1854.  Mischocyttarus injucundus ingår i släktet Mischocyttarus och familjen getingar.

## Underarter
Arten delas in i följande underarter:
- M. i. bimarginatus
- M. i. tingomariaes